# Aleksandar Đokić (Sänger)
Aleksandar Đokić (* 19. Oktober 1933 in Belgrad, Königreich Jugoslawien; † 10. Oktober 2019 in Belgrad, Republik Serbien) war ein jugoslawischer Opernsänger (Bass).

## Leben
Aleksandar Đokić studierte Gesang an der Musikakademie Belgrad und am Conservatorio Benedetto Marcello in Venedig. 1959 wurde er an der Nationaloper Belgrad engagiert, wo er zunächst von 1960 bis 1961 im Chor sang und anschließend ab 1961 bis zu seinem Ruhestand 1992 über 30 Jahre festes Ensemblemitglied war.
Đokić debütierte 1960 mit der kleinen Rolle des Schließers in der Oper Tosca, in der er bald auch die Partie des Mesners übernahm. Seine erste Hauptrolle in seiner Anfangszeit als Sänger war der Bartolo in Der Barbier von Sevilla. Đokić sang im Verlauf seiner Karriere in über 1500 Aufführungen und interpretierte mehr als 60 Partien aus den Stimmfächern Bass, Bassbariton und Bariton. Zu seinen wichtigen Fachpartien gehörten Sarastro in Die Zauberflöte, Dulcamara in Der Liebestrank, Zaccaria in Nabucco, König Philipp in Don Carlos und Sancho Pansa in Don Quichotte.
Er gastierte an Theatern und bei Festivals im In- und Ausland (u. a. in Wien, Berlin, Venedig, Barcelona, Madrid, Moskau, Edinburgh, Lausanne, Athen, Bratislava, Brünn und Innsbruck) und hatte auch eine erfolgreiche Karriere als Konzertsänger. Im Konzertsaal interpretierte er häufig die Bass-Partien in Vokalwerken von Johann Sebastian Bach, Ludwig van Beethoven, Boris Papandopulo und Krešimir Baranović. Đokić besaß, nach Auffassung von Musikkritikern, eine „Stimme von sehr schöner Farbe und erstaunlicher Gleichmäßigkeit, mit weichen und tragbaren Tönen und perfekter Gesangstechnik“. Außerdem galt er als überzeugender Bühnendarsteller.
Đokić war mit der Opernsängerin Olga Đokić (* 1936) verheiratet. Von 1992 bis 1998 war er Professor für Solo-Gesang an der Staatlichen Musikhochschule in Limassol (Zypern). Ab 1999 erteilte er gemeinsam mit seiner Frau Olga Gesangsunterricht im eigenen Gesangsstudio in Belgrad.
Die Trauerfeier für Đokić fand auf dem Neuen Friedhof Belgrad statt.